# ولاد العسال (لهيالفة)
ولاد العسال هو دُوَّار يقع بجماعة مناصرة، إقليم القنيطرة، جهة الرباط سلا القنيطرة في المملكة المغربية. ينتمي الدوّار لمشيخة لهيالفة التي تضم 7 دواوير. يقدر عدد سكانه بـ 1882 نسمة حسب الإحصاء الرسمي للسكان والسكنى لسنة 2004.

## روابط خارجية
- البوابة الوطنية للجماعات الترابية
- المندوبية السامية للتخطيط